# Neoscona sanghi
Neoscona sanghi – gatunek pająka z rodziny krzyżakowatych.
Gatunek ten opisany został po raz pierwszy w 2004 roku przez Pawana U. Gajbe na łamach „Records of the Zoological Survey of India”. Jako miejsce typowe wskazano drogę MR-4 w Jabalpurze w Indiach.
Pająk ten osiąga 8,4 mm długości ciała przy karapaksie długości 3,4 mm i szerokości 3,1 mm oraz opistosomie (odwłoku) długości 5 mm i szerokości 4,1 mm. Karapaks jest brązowawy z nieco przyciemnionymi bokami i dwiema liniami zaczynającymi się za oczami tylno-środkowej pary, a kończącymi przed jamką. Część głowowa jest zwężona i lekko wyniesiona, zaopatrzona w ośmioro oczu. Oczy pary przednio-bocznej leżą znacznie bardziej z tyłu niż przednio-środkowej, a tylno-bocznej nieco bardziej z tyłu niż tylno-środkowej. Oczy par środkowych rozmieszczone są na planie węższego w tyle trapezu. Szersza niż dłuższa warga dolna jest brązowawa z rozjaśnionym brzegiem odsiebnym, a szczęki szerokie. Sternum jest podługowato-sercowate z szpiczastym tyłem, czarniawe z kredowobiałą łatą podłużną. Odnóża są brązowawe. Opistosoma jest prawie eliptyczna, ku przodowi wystająca nieco ponad karapaks, z wierzchu brązowa z czarniawą, biało obrzeżoną łatą w kształcie włóczni oraz dużą, czarniawą łatą w kształcie litery „V” za nią, od spodu jaśniejsza z czterema kredowobiałymi łatkami.
Pajęczak orientalny, endemiczny dla Indii, znany tylko ze stanu Madhya Pradesh.